# Kecamatan Kedungbanteng (distrikt i Indonesien, lat -6,98, long 109,22)
Kecamatan Kedungbanteng är ett distrikt i Indonesien.   Det ligger i provinsen Jawa Tengah, i den västra delen av landet, 270 km öster om huvudstaden Jakarta.